# Silvia Ester Bianchi y Raúl Milito
Silvia Ester Bianchi Fontana y Raúl Enrique Milito Oses fueron dos jóvenes asesinados en Alta Córdoba el 21 de agosto de 1976 en un procedimiento irregular durante la última dictadura cívico militar. En el mismo hecho fue asesinado Néstor Enrique "Cacho" de Breuil.

## Biografías
Silvia Ester Bianchi (30/07/1953, Crespo, Entre Ríos). Se mudó a Rosario, para estudiar psicología en 1971. En esa época realizó trabajos en la cárcel, en el barrio San Francisquito y en un comedor universitario, así como Auxiliar docente en la cátedra Sociología. En 2008 las autoridades de la Facultad de Psicología de la Universidad Nacional de Rosario entregaron a los familiares de Silvia el título de egresada ya que en el momento de su asesinato sólo le faltaba una materia para recibirse.
En Rosario conoció a Raúl Milito con quien formaría pareja.
Raúl Milito (31/10/1949, Rosario, provincia de Santa Fe), ingresó en la Facultad de Arquitectura de la UNR. Desde sus primeros pasos fue un hábil dibujante, creando personajes como ‘Simón’. Fue fundador de agrupaciones estudiantiles, como la Unión de Estudiantes del Litoral, integrante de la Unión Nacional de Estudiantes También fue miembro de la Conducción Nacional de la Juventud Universitaria Peronista. Militó en varios movimientos de estudiantes cristianos, hasta la conformación del Peronismo de Base. Fue uno de los referentes más importantes del movimiento universitario peronista. Su personalidad y militancia estudiantil fue descrita por el ex canciller argentino, Rafael Bielsa.

## Asesinados
El 21 de agosto de 1976, murieron en Alta Córdoba, asesinados en un procedimiento irregular del Ejército, tomados de la mano y junto a Néstor De Breuil. Silvia tenía 23 años y cursaba el noveno mes de embarazo, Raúl tenía 26 años.
Alicia Gutiérrez al declarar en el Juicio Guerrieri II menciona que ella fue trasladada unos días después de que asesinaran a Raúl Milito y a Silvia Bianchi, quien estaba embarazada. El hijo de Silvia Bianchi iba a nacer el día siguiente. El operativo estaba dirigido por Menéndez.

## Homenajes
- En 2001, en un nuevo aniversario de la muerte de ambos, se reunieron entre doscientas y trescientas personas para recordarlos en Rosario, lugar original de su militancia universitaria y política.[5]
- En 2010, en un acto por la memoria en la Facultad de Ingeniería, UNR, se colocó una placa[8] en recuerdo a quienes después de haber pasado por esos claustros fueron secuestrados, asesinados y desaparecidos por el terrorismo de Estado, entre ellos Raúl[9]
- En 2012, impulsado por el Ministerio de Comunicación y Cultura, fue colocado un mural que ocupaba casi todo el frente del Consejo General de Educación en Paraná, con las fotos de los entrerrianos desaparecidos (una de ellas era Silvia).[10][11]
- En la muestra fotográfica titulada "Ausencias", de Gustavo Germano,[12] inaugurada en 2008, en el Centro Cultural Recoleta, se muestran catorce historias fotográficas de seres desgarrados de la vida. Entre ellas, la de Silvia. “Una mujer embarazada de nueve meses (ése día debía dar a luz), que es asesinada por la espalda cuando corre por la calle intentando ponerse a salvo del cordón policial supera toda capacidad de comprensión, es pensar en lo impensable”, dice Germano.[13]